# Benjamin Wess
Benjamin Wess, v němčině také Benjamin Weß (* 28. července 1985, Moers) je německý pozemní hokejista. S německou reprezentací získal dvě zlaté olympijské medaile. Je též mistrem Evropy z roku 2011. Jeho starší bratr Timo Wess je též reprezentant Německa v pozemním hokeji.